# Model Requirements for the Management of Electronic Documents and Records
Model Requirements for the Management of Electronic Documents and Records (MoReq; en español Modelo de requisitos para la gestión de documentos electrónicos y registros) es un conjunto de requisitos para la organización de archivos electrónicos, desarrollado en el marco de la Unión Europea. Se trata de un enfoque operacional de la norma de gestión de documentos ISO 15489.

## MoReq2
Una nueva versión, llamada MoReq2, que tiene en cuenta más de 170 comentarios y sugerencias de mejora propuestas por expertos de 18 países diferentes, se publicó en febrero de 2008. Su uso ha resultado difícil. Se considera a MoReq2 demasiado complejo para ser adoptado.

## MoReq2010
En marzo de 2010, 2 años después del lanzamiento de MoReq2, la Fundación Foro DLM decidió revisar y reestructurar MoReq para establecer un nuevo proyecto denominado MoReq2010. El anuncio fue publicado el 24 de marzo de 2010 en la web del Foro DLM. El objetivo del DLM era simplificar y hacer la especificación MoReq2 más modular, de tal forma que fuera aplicable tanto al sector público como al privado. Esta nueva versión de las especificaciones fue publicada el 6 de junio de 2011.